# Phoebe Dollar
Phoebe Dollar (* 26. Juli 1972 oder 1975 in Durham, North Carolina) ist eine US-amerikanische Schauspielerin. Sie ist vorwiegend in den Vereinigten Staaten bekannt und wirkte in mehreren Independent-Horror-Produktionen (hauptsächlich Horror-Splatter-Filme) mit, ihr Schaffen umfasst rund 20 Produktionen. Mit ihrer Firma „Dollar Productions“ produzierte sie die Filme Charlie’s Deathwish (2005) und Sunset Society (2018).

## Filmografie

### Darstellerin
- 1994: The Crow (Statistenrolle, in den Credits nicht genannt)
- 2001: Porn Star: The Legend of Ron Jeremy
- 2002: Ted Bundy
- 2002: Bloody Highway (Hell’s Highway)
- 2003: Creepies
- 2003: The Hazing
- 2003: Blood Sisters
- 2003: Goth
- 2004: Unseen Evil 2
- 2005: Werewolf in a Women’s Prison
- 2005: Psychon Invaders
- 2007: Alibi
- 2009: Rat Scratch Fever
- 2009: Orgy of Blood
- 2009: The Brothers Cannibal
- 2010: Final Girl
- 2010: Red Machete Blue
- 2011: Rat Scratch Fever
- 2013: Southern Iron
- 2015: Orgy of the Damned
- 2018: Sunset Society (mit Lemmy Kilmister)
- 2020: Camp Blood 8
- 2020: The Occultist 2: Bloody Guinea Pigs

### Produzent
- 2005: Charlie’s Deathwish
- 2018: Sunset Society